# خوسيه أنخيل كوردوفا
خوسيه أنخيل كوردوفا (بالإسبانية: José Ángel Córdova Villalobos)‏ هو سياسي مكسيكي، ولد في 19 أغسطس 1953 في ليون في المكسيك. حزبياً، نشط في الحزب الثوري المؤسساتي. وقد انتخب عضو مجلس النواب المكسيك.